# Cardona (Spagna)
Cardona è un comune spagnolo di 5 401 abitanti situato nella comunità autonoma della Catalogna.
Il capoluogo è un centro industriale ai piedi della cittadella medievale posta su un colle all'altitudine di 506 metri s.l.m. nella valle del Cardener ricca di giacimenti minerari, nota soprattutto per la cosiddetta Muntanya de Sal.

## Storia
Le testimonianze archeologiche della più antica presenza umana nel territorio indicano il periodo neolitico, e in epoca storica la presenza di insediamenti iberici cui successero i Romani dei quali si ha anche documentazioni scritte in Plinio il Vecchio (23-79 d.C.) che cita la Montagna del sale e in Aulo Gellio (130-180 d.C.) che parla di una montagna di sale che più se ne scava e più se ne scopre.
A titolo di riconoscenza per l'aiuto dato nella lotta contro i Mori Carlo Magno nominò nel 791 Raimondo Folch visconte di Osona, la futura Cardona, nella quale costruirono un castello alla fine del X secolo. Nell'895 l'arabo Al-Mansur distrusse il piccolo borgo che si andava formando attorno alla cittadella e l'anno successivo 896 il conte di Barcellona Goffredo II Borrell concesse con la cosiddetta Carta de Repoblament alcuni privilegi a chi si fosse stabilito a Cardona. Si formò così nei secolo XI il paese al disotto della cittadella che ebbe un forte incremento demografico e urbano nei secoli XIII e XIV. Il re Ferdinando il Cattolico nel 1491 concesse a Juan Ramon Folch il titolo di "duca di Cardona".
I Folch de Cardona già erano diventati una delle più importanti famiglie del regno, aumentarono ancora il loro prestigio ed espressero personaggi di alto rango come Raimondo de Cardona, che fu agli inizi del XVI secolo viceré della Sicilia e di Napoli e nel 1512 generale della Lega Santa promossa dal papa Giulio II che riuscì a coalizzare l'Impero, Spagna, ducato di Mantova, Venezia e Svizzera contro la Francia.
La famiglia Cardona ottenne anche il privilegio dello sfruttamento della Montagna di sale. Al secolo XVI che segnò per Cardona il culmine dello sviluppo seguì una netta decadenza nei secoli XVII e XVIII comune a tutta la Catalogna a causa delle guerre e delle epidemie. Il castello diventò una caserma militare e la città un centro urbano di attività agropecuaria.
Nel 1714 il castello fu l'ultima ridotta di Filippo V durante la guerra di successione e resisté a lungo ad un assedio ma poi dovette cedere e sottostare alle imposizioni dei vincitori.
Nei secoli XIX e XX si verificò una notevole ripresa, si insediarono fabbriche tessili e l'apertura di miniere e nel 1929 Cardona divenne una città mineraria. Durante la guerra civile del 1936-1939 nella Collegiata s'installarono dei militari. Negli anni 1970 l'attività industriale e mineraria ha subito un rallentamento.

## Monumenti

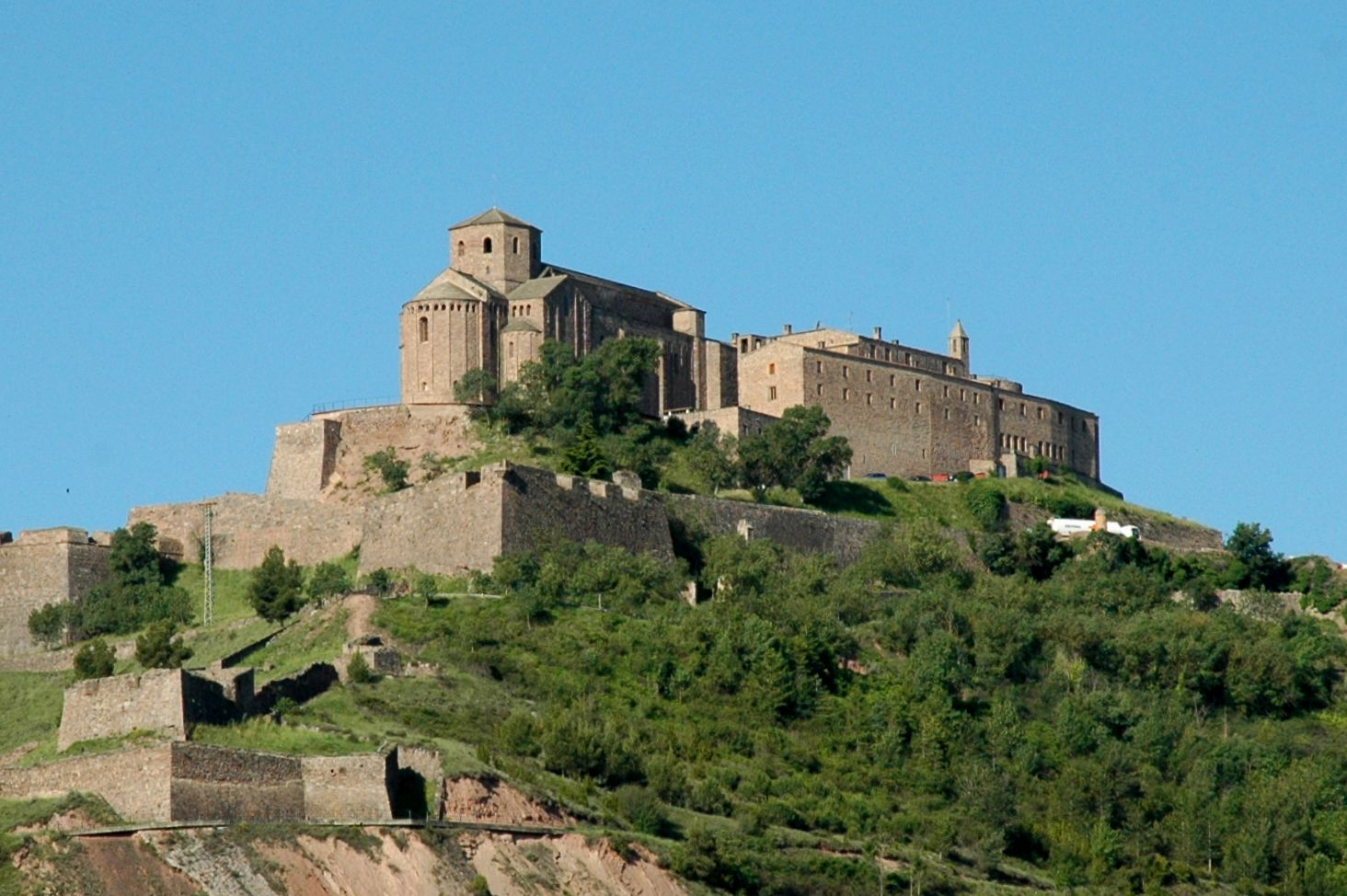
Castello dei Duchi di Cardona

El Casc Antic è il nucleo antico della cittadina sovrastato dalla cittadella che comprende il castello medievale dell'XI secolo, oggi utilizzato come Parador. Pure dentro la cittadella cinta da mura ci sono: la chiesa collegiata di Sant Vincenç del 1040 (in stile romanico lombardo), il Claustre gotico restaurato recentemente, la Torre Minyona cilindrica con diametro di 10 metri e altezza di 15 metri.
Altri edifici interessanti sono l'Edifici del catolics costruito agli inizi del XIX secolo quando fu necessario avere una residenza per i canonici della Collegiata, nella cui canonica abitavano, soggetta a lavori di rifacimento e restauro; l'edificio ebbe poi diverse utilizzazioni ed oggi è sede di un centro culturale. Altri edifici sono la Esglesia de Sant Miquel eretta ne 1013, ma poi rifatta nel XIV secolo in forme gotiche, il Museu del Sal, la Capilla de Santa Eulalia del Trecento, il Portal del Grael, porta della città del XIV secolo, il Pont del Diable costruito nel XV secolo per favorire il passaggio del fiume Cardener ai pellegrini diretti alla Madonna del Pilar di Saragozza, al santuario di Montserrat o a Santiago di Compostela, la Torre del Botxi che faceva parte delle mura della città, la Plaza del Mercat con portici ed edifici costruiti in epoche differenti nei secoli XVIII, XIX e XX, l'Arc de Aguilar del XIV secolo, la Fuente Monumental al centro della piazza de la Fira costruita nel 1914, il Monumento al conte Borrel eretto nel 1986 nella stessa piazza in occasione delle celebrazioni del millenario della sua concessione della Carta de Repoblament. Notevoli anche le chiese di Sant Joan de Barges dell'XI secolo modificata nel XVIII e di Sant Roman de la Coromina del 1371-1401.

## Dintorni

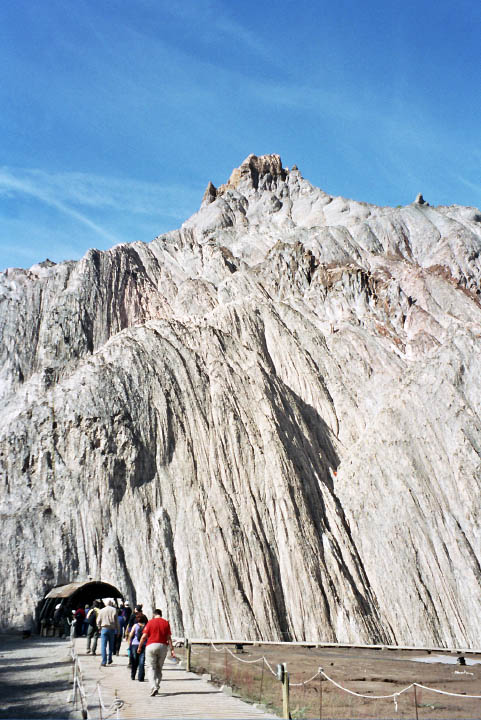
Montanya de sal

Molto interessante è la Montanya de sal enorme massa vetrosa di colore azzurrino stimata intorno ai 500 milioni di tonnellate di salgemma. Nel 1902 si scavò per un'esplorazione sotterranea di 50 metri trovando la miniera di sale potassico, poi ci si spinse nel 1923 molto più in profondità. Attualmente il complesso minerario è un centro turistico dotato di servizi con sale di esposizione, esemplari di macchine antiche, laboratori per la costruzione di sculture con minerali salini. Si possono percorrere le gallerie sotterranee con laghetti e grotte ricche di stalattiti.
Interessante la Ruta del Romanico attraverso località con ermitas quasi tutte di forme romaniche: a 1 km l'Ermita de la Pietat, distrutta durante la guerra d'indipendenza e ricostruita nel 1820. A due km l'Oratori d'en Ribera romanico, a 4,4 km l'ermita de Lourdes del 1899, a 8,6 km Sant Jume de Grals del 1645, distrutta durante la guerra civile del 1936-39 e ricostruita nel 1952, a 9 km Santa Fé de Valdeperas romanica del 1139, a 9 km l'Ermita del Remei del 1641 restaurata nel 1834-48, a 10 km Sant Joan del pont del 1571, a 10 km Santa Agata de Clariana romanica del secolo XII, a 16 km Santa Julia del Guix romanica del XIII secolo. A 32 km si trova Manresa e a 52 km Solsona.

## Feste
- Ogni domenica si svolge un animato mercato nella piazza omonima.
- La Cavalcata de Reis si celebra la sera del 5 gennaio l'arrivo dei re Magi ma in forma meno solenne che in altre città; i Re passeggiano per le strade per la gioia dei bambini che chiedono loro regali e si fanno fotografare assieme a loro.
- I carnestoltes sono le feste pubbliche popolari del carnevale.
- Caramelles: a Pasqua gruppi di cantori si esibiscono nelle strade e poi tutti assieme si riuniscono in piazza a cantare la sardana canto tipico catalano si pensa di origine greca.
- La Fira de la primavera si celebra la prima domenica di giugno.
- Fiestas del los Barrios: in giugno in giorni diversi i quartieri si adornano e si fanno musica e balli all'aperto.
- Verbenas del verano: nelle notti della fine settimana dei mesi di luglio e agosto si balla e si canta la sardana nella piazza della Fira.
- La Fiesta mayor si tiene la penultima fine settimana di agosto con spettacoli per bambini, partite di calcio, rappresentazioni teatrali. balli all'aperto, canti di sardanas. La festa inizia la mattina del sabato con l'encierro, corsa di tori per le vie cittadine, e continua con la Trabada de Gigantes enormi pupazzi di cartapesta, che sfilano mossi da persone al loro interno, spesso raffiguranti personaggi storici o del luogo, che vengono poi dati alle fiamme. Alla domenica si svolge da parte di un gruppo che accompagna il trasporto della piccola statua della Verge del Patrocini alla chiesa di san Miquel il Ball del baston. Nel pomeriggio in una arena allestita per l'occasione nella piazza davanti al municipio si effettua la corrida nel corso della quale c'è lo spettacolo della cargolera un cesto in cui entra un giovane che incita e il toro imbarazzato.